# Nick Adams (libro)
 Nick Adams es una recopilación de cuentos de Ernest Hemingway (21 de julio de 1899 - 2 de julio de 1961). En todos los cuentos incluidos aparece el personaje semiautobiográfico de Nick Adams. Fueron compilados en un solo volumen y publicados póstumamente en 1972. El libro se compone de 24 cuentos y relatos, 8 de los cuales eran inéditos. Algunos de los primeros trabajos de Hemingway, como «Campamento indio» están incluidos, así como algunos de sus cuentos más conocidos, tales como «El río de dos corazones». La primera edición en español fue publicada en 1972 por el editorial Emecé en Buenos Aires. 

## Contenido
El libro se divide en varias secciones.
La primera sección, llamada Northern Woods (Bosques del norte), incluye las siguientes historias:
- «Three Shots», «Tres disparos»
- «Indian Camp», «Campamento indio»
- «The Doctor and the Doctor's Wife», «El médico y su mujer»
- «Ten Indians», «Diez indios»
- «The Indians Moved Away" , «Se fueron los indios»

La segunda sección, titulada  On His Own (Por su cuenta),  incluye los siguientes cuentos:
- «The Light of the World», «La luz del mundo»
- «The Battler», «El luchador»
- «The Killers», «Los asesinos»
- «The Last Good Country», «El último buen país que queda»
- «Crossing the Mississippi», «Cruzando el Mississippi»

La tercera sección, War (Guerra), incluye:
- «Night Before Landing», «La víspera del desembarco»
- «Nick sat against the wall....», «Nick se sentó contra la pared»
- «Now I Lay Me», «Ahora me acuesto»
- «A Way You'll Never Be», «Nunca te sentirás así»
- «In Another Country», «En otro país»

La cuarta sección, Soldier Home (Soldado en casa), consiste de
- «Big Two-Hearted River», «El río de dos corazones»
- «The End of Something», «El fin de algo»
- «The Three-Day Blow», «El vendaval de tres días»
- «Summer People», «Gente de verano»

La sección final, Company of Two (Compañía de dos), se compone de
- «Wedding Day», «Día de boda»
- «On Writing», «Sobre el acto de escribir»
- «An Alpine Idyll», «El romance alpino»
- «Cross-Country Snow», «Cross-country en la nieve»
- «Fathers and Sons», «Padres e hijos»

## Críticas
La publicación del libro fue recibida con críticas mixtas. Como fue publicado después de la muerte de Hemingway en 1961, Nick Adams puede haber sido revisado y editado en una manera ajena a las intenciones del autor. Un crítico de The New York Times tenía esto que decir acerca de uno de los cuentos:

Por si solo, "Tres disparos" se erige como una viñeta del miedo de un niño, que recibe simpatía de su padre e impaciencia de su tío. Sin embargo, como parte del crudo y sobrio "Campamento indio", era claramente un exceso de carga, y sabiendo que había sido recortado, sólo se puede leerlo con admiración por el impulso artístico naciente y despiadadamente cierto que causó la escisión.

Sin embargo, otros críticos literarios elogiaron la publicación del nuevo material acerca de Nick Adams, ya que llenó los vacíos cronológicos en las experiencias del personaje autobiográfico, y por lo tanto muestra gran parte de la vida de Hemingway que, hasta entonces, permaneció inédita.